# آنوفکا (شهرستان کویورگازینسکی، باشقیرستان)
آنوفکا (انگلیسی: Annovka, Kuyurgazinsky District, Republic of Bashkortostan) یک شهرک در شهرستان کویورگازینسکی جمهوری باشقیرستان در کشور روسیه است.